# Margham
Margham (in arabo مرغم‎?), è una comunità dell'Emirato di Dubai, negli Emirati Arabi Uniti. Si trova nel Settore 8 nella zona orientale di Dubai.

## Territorio
Il territorio della comunità occupa una superficie di 152,6 km² che si sviluppa in un'area non urbana nella zona orientale di Dubai.
L'area delimitata a nord dalle comunità di Umm Al Mo'meneen e Lehbab 2, a est dalla Dubai-Hatta Road (E 44), a sud dalla Margham Street (D 40) e a ovest dalla Dubai-Al Ain Road (E 66). 
L'area è quasi completamente desertica e si trova a nord della Riserva di conservazione del deserto di Dubai, un'area protetta di Dubai.
La comunità è un po' residenziale e ha alcune fattorie.
L'area non è attualmente servita dalla Metropolitana di Dubai, tuttavia la linea di superficie bus 68 corre su Margham Street e collega Lehbab con Dubai Endurance City e c'è E 16, che collega Al Sabkha con Hatta, percorre la Dubai-Hatta Road ed effettua delle fermate in Margham.